# Салех Халіф
Салех Абдель-Барі Халіф Абдель-Максуд (араб. صالح عبد البارى•خليف عبدالمقصود; 30 березня 1975) — єгипетський боксер, чемпіон Всеафриканських ігор.

## Аматорська кар'єра
На Всеафриканських іграх 1995 завоював золоту медаль в категорії до 57 кг, здолавши у фіналі Філіпа Н'ду (ПАР).
На Всеафриканських іграх 1999 в категорії до 60 кг програв у першому бою.
На Олімпійських іграх 2000 в категорії до 63,5 кг в першому бою переміг В'ячеслава Сенченка (Україна) — 19-16, а в другому програв Діогенесу Луна (Куба) — RSC 2.
На Олімпійських іграх 2004 в категорії до 64 кг програв у першому бою Олександру Малетіну (Росія) — RSCO 3.